# Neftali (imię)
Neftali, Naftali (hebr. נפתלי) – imię męskie pochodzenia biblijnego. Etymologię tego imienia (hebr. moja walka, wywalczony) wywodzi się z Księgi Rodzaju 30,8.

## Osoby noszące imięNeftali
- Neftali − postać biblijna, syn patriarchy Jakuba
- Naftali Bendavid − amerykański dziennikarz
- Naftali Bennett − izraelski przedsiębiorca i polityk
- Naftali Cwi Jehuda Berlin − rabin i pisarz żydowski
- Naftali Bezem − izraelski malarz i rzeźbiarz
- Naftali Blumenthal − izraelski polityk
- Naftali Bon − kenijski lekkoatleta
- Naphtali Busnash − przywódca algierskich Żydów
- Naphtali Cohen − rabin i kabalista
- Naphtali Daggett − amerykański pastor i wykładowca
- Naftali Hertz ben Yaakov Elchanan − niemiecki rabin i kabalista
- Naftali Feder − izraelski polityk
- Naftali Friedman − działacz mniejszości żydowskiej na Litwie
- Naftali Halberstam − cadyk
- Naftali Hershtik − śpiewak żydowski
- Naftali Yehuda Horowitz − wielki rabin
- Naftali Herc Imber − poeta żydowski
- Naphtali Keller − pisarz żydowski
- Naftali Nilsen − norweski polityk
- Naftoli Shapiro − amerykański rabin, talmudysta
- Naftali Temu − kenijski lekkoatleta
- Naphtali Hirsch Treves − rabin kabalista
- Naftoli Trop − rabin talmudysta
- Naftali Herz Tur-Sinai − żydowski filolog, biblista
- Naphtali Herz Wessely − niemiecki filolog i tłumacz
- Naftali z Ropczyc − galicyjski cadyk

## Osoby noszące nazwiskoNeftali
- Perec Naftali − izraelski polityk
- Timothy Naftali − amerykański historyk